# Pamětní medaile k 30. výročí národně osvobozeneckého boje našeho lidu a osvobození Československa Sovětskou armádou

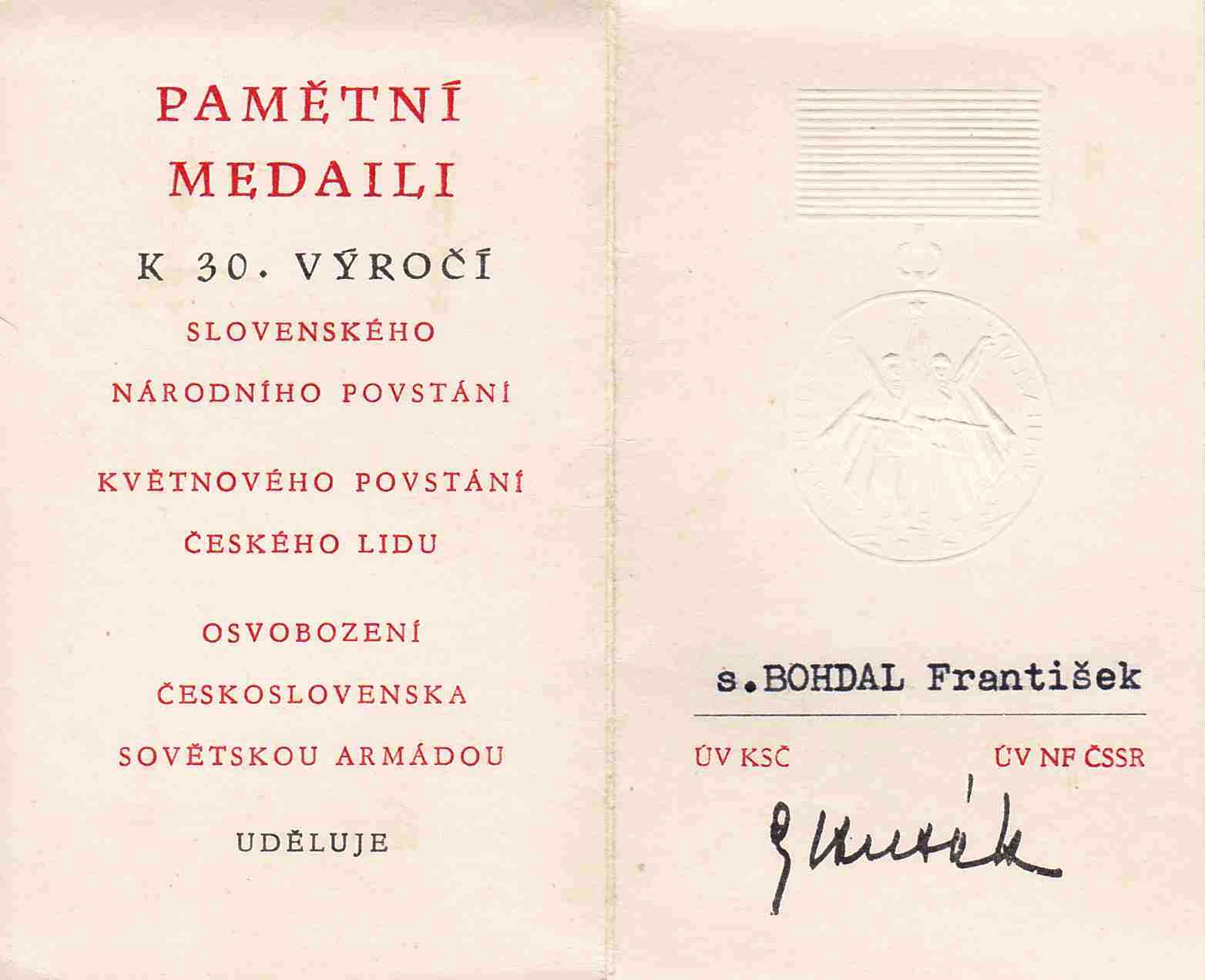
Udělovací listina k vyznamenání.

Pamětní medaile k 30. výročí národně osvobozeneckého boje našeho lidu a osvobození Československa Sovětskou armádou bylo československé státní vyznamenání.

## Zavedení vyznamenání
Medaile byla zřízena rozhodnutím Ústředního výboru Komunistické strany Československa ze dne 26. dubna 1974. Následně vláda zařadila medaili do soustavy státních vyznamenání. Vyznamenanými měli být přímí účastníci národně osvobozovacího boje, příslušníci Lidových milic, pracovníci KSČ, orgány a organizace Národní fronty, státní orgány, pracovní kolektivy, další funkcionáři a jednotlivci, kteří se významně zasloužili o vybudování ozbrojených sil a jejich bojovou a politickou připravenost a o všestranný rozvoj socialistické společnosti. Ke každé medaili náležela udělovací listina, kam se vpisovalo jméno vyznamenaného.

## Podoba vyznamenání
Medaile má průměr 30 mm a sílu 2 mm. Je ražena z bronzu. Závěs je krátký, stuha má netypický tvar pro státní vyznamenání a má rudou barvu. Autorem je medailér Josef Hvozdenský.

### Avers
Na přední straně jsou vyobrazeny postavy vojáka a partyzána se samopaly. Obě postavy mají vztyčené ruce a v rukou drží květiny jako připomínku rozkvetlých šeříků z roku 1945. Nad oběma postavami je symbol pěticípé hvězdy. Na medaili je na levé straně nápis "Společně v boji", na pravé straně je nápis "Za vítězství".

### Revers
Na zadní straně medaile je umístěna pěticípá hvězda a nápis ve slovenském jazyce "Tridsiate výročie oslobodenia Československa Sovietskou armádou".

## Zrušení vyznamenání
Vyznamenání bylo zrušeno Zákonem o státních vyznamenáních ČSFR č. 404/1990 Sb. ze dne 2. října 1990. Zákon nabyl účinnosti dne 15. října 1990.